# Reprezentacja Izraela w piłce ręcznej mężczyzn
Reprezentacja Izraela w piłce ręcznej mężczyzn – narodowy zespół piłkarzy ręcznych Izraela. Reprezentuje swój kraj w rozgrywkach międzynarodowych. Dotychczas tylko jeden raz udało mu się uczestniczyć w wielkiej imprezie – było to na mistrzostwach Europy w Szwecji w 2002 roku.

## Turnieje

### Udział wmistrzostwach Europy
| Rok  | Wynik | Źródło |
| ---- | ----- | ------ |
| 1994 | –     |        |
| 1996 | –     |        |
| 1998 | –     |        |
| 2000 | –     |        |
| 2002 | 14.   |        |
| 2004 | –     |        |
| 2006 | –     |        |
| 2008 | –     |        |
| 2010 | –     |        |
| 2012 | –     |        |